# Treinongeval bij Hoofddorp
Het treinongeval bij Hoofddorp was een spoorwegongeluk in de Nederlandse plaats Hoofddorp op 30 november 1992. Door een te hoge snelheid bij werkzaamheden liep een intercity uit de rails. Bij deze ontsporing vielen vijf doden en meer dan dertig gewonden.

## Omstandigheden

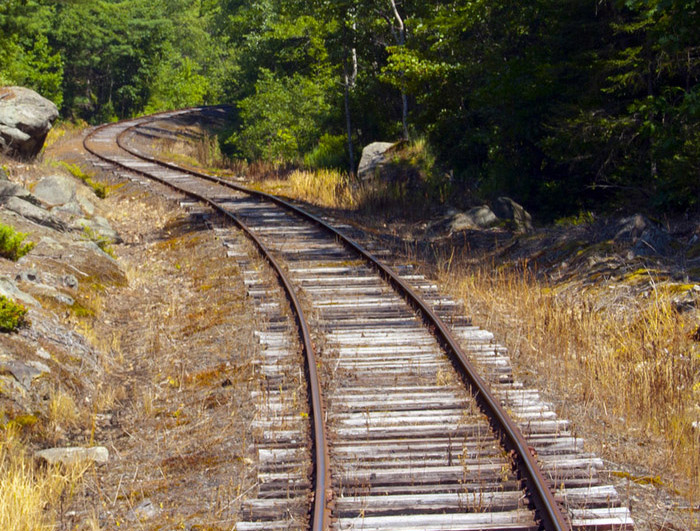
Een voorbeeld van een S-bocht.

Ten zuiden van het station Hoofddorp vonden in november 1992 werkzaamheden plaats wegens de uitbreiding van het emplacement en het opstelterrein. Bij deze werkzaamheden werden onder meer enkele wissels verlegd. Gedurende bepaalde tijd was op een deel van het tracé een S-bocht nodig. Voor de aanleg hiervan was een stopmachine naar Hoofddorp gekomen, die deze S-bocht kon aanleggen, geschikt voor 90 km/h.
Aangezien de stopmachine snel defect raakte, werd met andere materialen alsnog een boog gemaakt. De boogstralen werden met dit vervangende materiaal echter krapper gemaakt, met scherpere bochten en dientengevolge een lagere maximumsnelheid. Desalniettemin werd na de werkzaamheden het tracé maandagochtend vrijgegeven voor 90 km/h.
Op maandagochtend 23 november 1992 bleek dat de snelheid van 90 km/h te hoog was voor dit tijdelijke spoor. Nadat zes treinen de S-bocht hevig schuddend waren gepasseerd, werd om 8.26 uur aan de treindienstleider door de opzichters gevraagd de snelheid te verlagen tot 30 km/h. Na verdere inspectie werd deze snelheid verhoogd tot 60 km/h.

## Oorzaak
Op de bewuste plek was een S-bocht aangelegd in verband met werkzaamheden. In deze S-bocht was de maximumsnelheid gereduceerd van 90 naar 60 kilometer per uur vanwege reparatiewerkzaamheden aan de rails als gevolg van de ontsporing twee dagen eerder. Uit onderzoek bleek dat de machinist waarschijnlijk minimaal 106 kilometer per uur had gereden. De machinist was zich niet bewust geweest van de geldende snelheidsbeperking.

### De eerste ontsporing

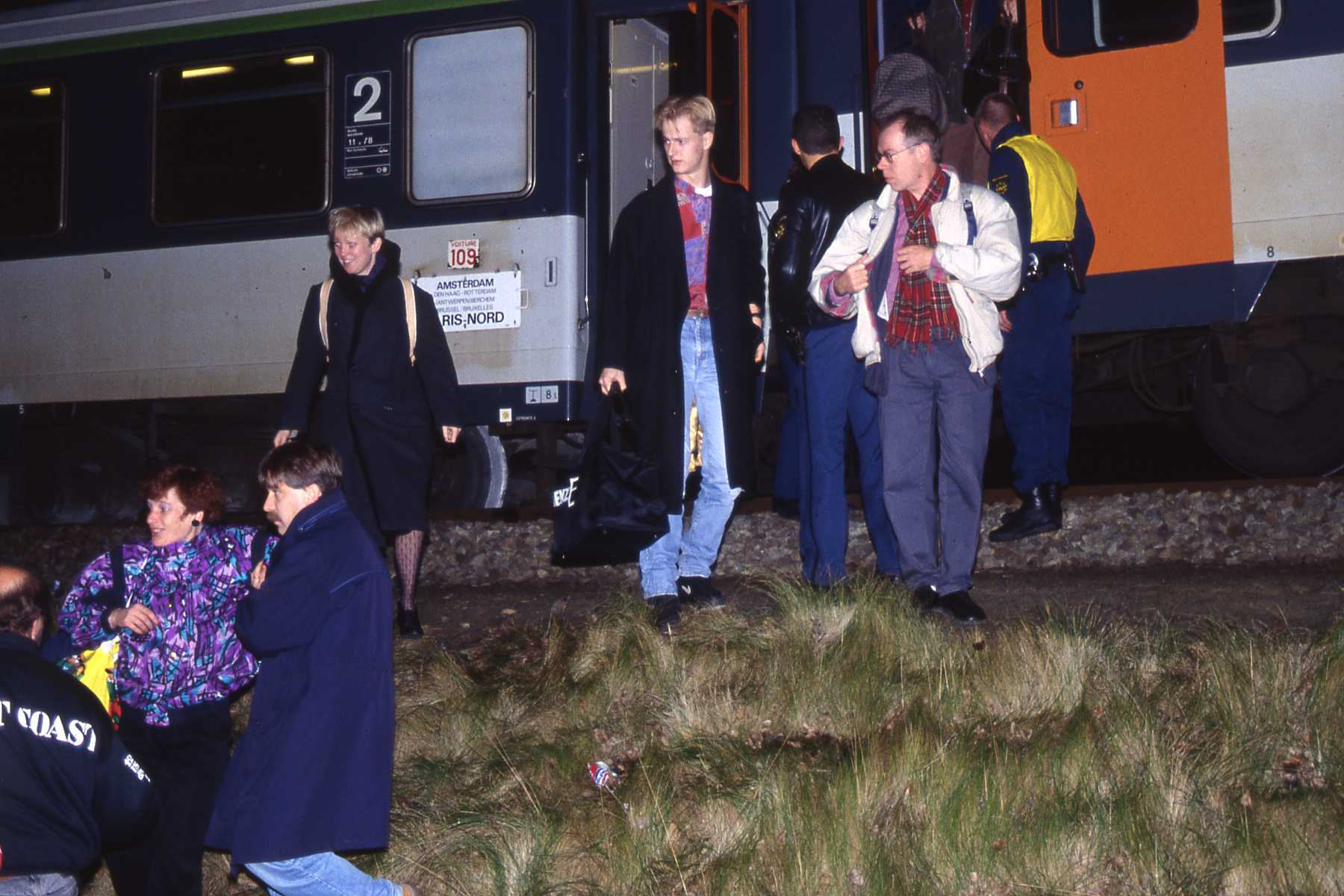
Twee dagen voor het dodelijke treinongeval ontspoorde op dezelfde locatie al een internationale trein.

Op zaterdag 28 november 1992 vond een eerste ontsporing plaats. Een omgeleide D-trein naar Parijs passeerde de S-bocht met 120 km/h. De machinist was afgeleid en remde onvoldoende af, hoewel deze de snelheidsbeperkende borden wel gezien had. De zware Belgische locomotief (uit de serie 25.5) bleef in de rails maar maakte deze wel kapot. Het eerste en tweede rijtuig reden over het kapotte spoor heen. Het derde rijtuig ontspoorde. Het spoor werd hersteld. Op zondag 29 november werd het spoor vrijgegeven tot 30 km/h. Maandagochtend werd het spoor geschikt geacht voor 60 km/h.

## Gebeurtenis

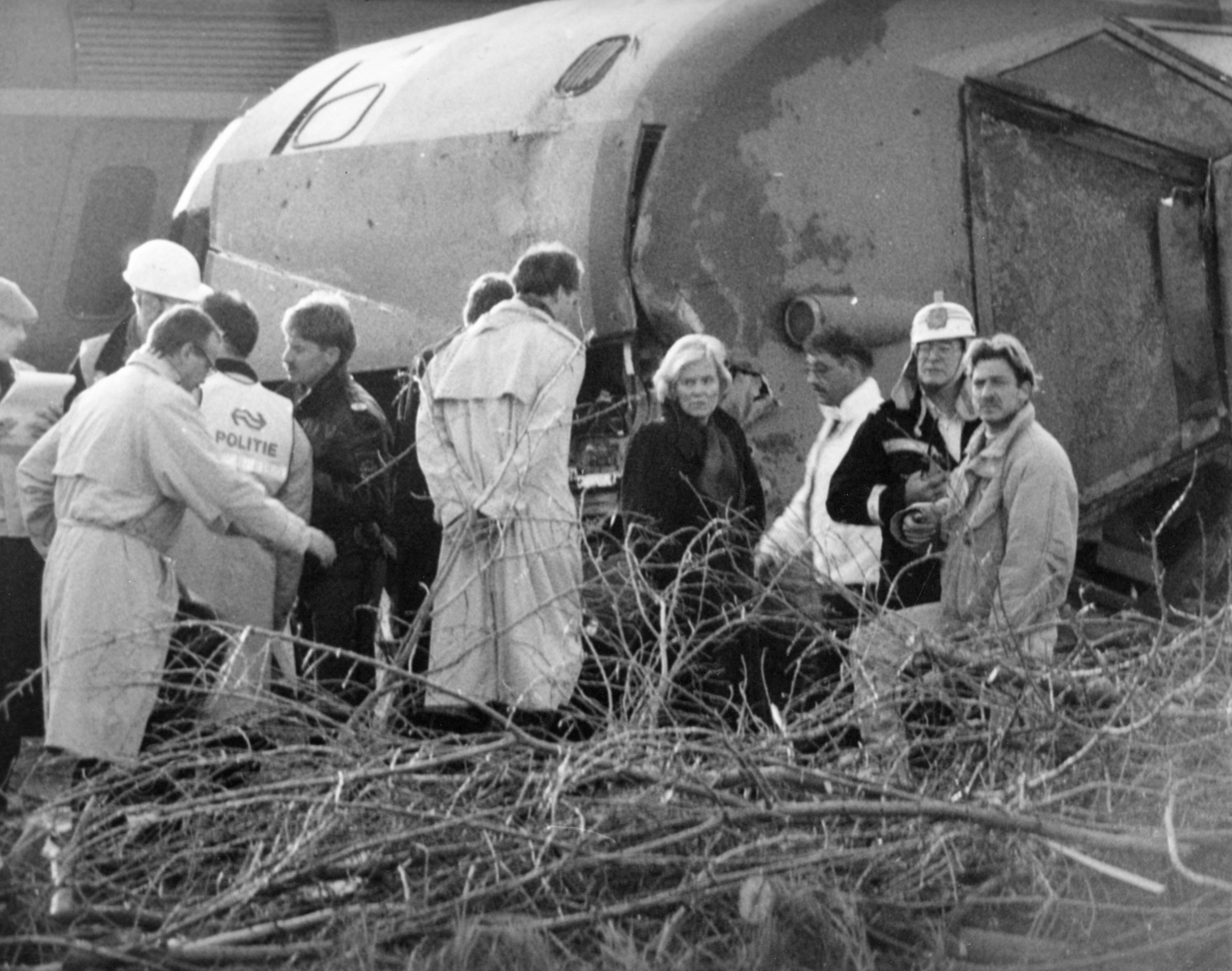
Hoogwaardigheidsbekleders bezoeken de plaats van het ongeval. In het midden minister Maij-Weggen van Verkeer en Waterstaat

Op maandagochtend reed de Intercitytrein 2127 van Amsterdam naar Vlissingen. De trein bestond uit een vier- en driedelige koploper (de 4224 en 4038). Op de plek waar zaterdag de internationale trein ontspoorde en waar het spoor was hersteld, ontspoorde deze trein ook. Rond 7.12 uur kantelde de voorste bak en kwam - 180 graden gedraaid - naast de baan terecht. In deze bak vielen vijf doden. De andere bakken ontspoorden eveneens, enkele kantelden daarbij.

## Het onderzoek
Nadat al snel duidelijk was dat er geen mankementen aan het materieel of rails waren te vinden, bleek dat ook deze trein te snel had gereden. Uit het onderzoek kwam naar voren dat de kritische ontsporingssnelheid tussen de 85 en 105 km/h lag. Reed de trein deze of een hogere snelheid, dan was het zeer waarschijnlijk dat de trein zou ontsporen.
Hoewel de betrokken trein niet voorzien was van een snelheidsregistratiesysteem, kon de onderzoekscommissie in eerste instantie vaststellen dat de machinist een snelheid reed tussen de 123 en 130 km/h. De machinist verklaarde geen aanwijzing te hebben ontvangen waarin stond dat bij Hoofddorp een lagere snelheid gold. In eerste instantie kwam de onderzoekscommissie tot de conclusie dat de machinist deze aanwijzing wel had ontvangen en de snelheidsbeperkende borden onvoldoende had gelezen.
Aan het begin van de week van het ongeluk ontvingen de machinisten die op het baanvak reden een lijst met snelheidsbeperkingen, in dit geval TSB 49 (tijdelijke snelheidsbeperkingen voor week 49). Uit deze informatie kon de machinist halen dat deze 90 km/h (60 voor goederentreinen) diende te rijden tussen kilometerpunt 19,7 en 20,5. Na de eerste ontsporing van de internationale trein kwam er een aanvulling op TSB 49, te weten ATSB 49-I. Tussen kilometerpunt 19,7 en 20,4 gold 60 km/h. Daarnaast gold van 20,4 tot 20,9 een extra snelheidsbeperking wegens herstelwerkzaamheden van het voorgaande ongeval, van 30 km/h. Die laatste snelheidsbeperking werd door de perronopzichter uitgereikt aan de machinisten.
De machinist had volgens zijn eigen verklaring, die niet te ontkrachten was, geen weet van het bestaan van de aanvulling ATSB 49-I en ging dus alleen uit van de beperkingen uit TSB 49 en niet van de extra snelheidsbeperking uitgereikt door de perronopzichter. Hierdoor reed de machinist rond de 80 km/h op de plaats van het ongeluk. Hij dacht hier nog 90 km/h te mogen rijden, maar dit was eigenlijk dus 60 km/h. Wel stond de machinist op het punt verder af te remmen voor de snelheidsbeperking van 30 km/h vanaf kilometerpunt 20,4. Het correct aangepaste L- en A-bord bij de snelheidsbeperking tot 60 km/h had hij wel gezien, maar vanuit de hoge cabine van de Koploper kon hij de snelheidsbordjes niet zien; hij ging ervan uit dat hierop 90 stond.

## Kritiek op onderzoek
De Spoorwegongevallenraad deed naast het interne onderzoek ook een eigen, onafhankelijk onderzoek. De raad had kritiek op de wijze waarop in Amsterdam aanwijzingen werden verspreid onder de 400 postvakken van evenzovele machinisten.  Niet uitgesloten kan worden dat de machinist daadwerkelijk niet op de hoogte was van de snelheidsbeperking.  Daarnaast werd de wijze van vaststelling van de gereden snelheid discutabel geacht. Ook was er commentaar op de plaatsing van snelheidsborden langs het spoor. Na deze kritiek werd de machinist gerehabiliteerd en weer volledig in dienst genomen.

## Maatregelen
Uiteindelijk zijn door de Nederlandse Spoorwegen maatregelen getroffen om een ongeval zoals in Hoofddorp te voorkomen.
- De voorbereiding en uitvoering van werkzaamheden. Voor elke boog diende voortaan van tevoren een tekening gemaakt te worden én te worden berekend wat de maximumsnelheid was. Voorheen gebeurde het laatste vaak op gevoel.
- De productie en verspreiding van aanwijzingen aan machinisten.
- De plaatsing van tijdelijke snelheidsborden.

## Trivia
- Politicus en bestuurder Joyce Sylvester was een van de passagiers in de voorste treinbak. Na de redding door een voorbijganger lag zij drie weken in coma en had zij tien jaar nodig om volledig te herstellen.[4]